# Challenge Ameryk do Mistrzostw Świata Mężczyzn w Curlingu 2010
Challenge Ameryk do Mistrzostw Świata Mężczyzn w Curlingu 2010 – drugi turniej pomiędzy męskimi reprezentacjami Stanów Zjednoczonych i Brazylii.
Zawody rozegrano między 5 a 7 lutego 2010 w Grafton, na lodowisku Grafton Curling Club. Turniej odbył się jednocześnie z USA Challenge Round. Reprezentację Brazylii stanowiła ta sama drużyna co podczas Challenge'u 2009, która na stałe mieszka w Kanadzie.
W challenge'u po raz kolejny uczestniczyły Stany Zjednoczone, ponieważ Mistrzostwa Świata 2009 ukończyły na niższym miejscu niż Kanada.

## Reprezentacje
| Kraj              | Skip          | Trzeci        | Drugi        | Otwierający        |
| ----------------- | ------------- | ------------- | ------------ | ------------------ |
| Brazylia          | Celso Kossaka | Marcelo Mello | Cesar Santos | Luis Augusto Silva |
| Stany Zjednoczone | Pete Fenson   | Shawn Rojeski | Joe Polo     | Tyler George       |

## Mecz 1.
6 lutego 2010; 12:00
| Kraj | Kraj              | 1 | 2 | 3 | 4 | 5 | 6 | 7 | 8 | 9 | 10 | Ogółem |
|      | Stany Zjednoczone | 0 | 3 | 0 | 3 | 0 | 0 | 4 | x | x | x  | 10     |
|      | Brazylia          | 1 | 0 | 1 | 0 | 0 | 1 | 0 | x | x | x  | 4      |

## Mecz 2.
6 lutego 2010; 20:00
| Kraj | Kraj              | 1 | 2 | 3 | 4 | 5 | 6 | 7 | 8 | 9 | 10 | Ogółem |
|      | Stany Zjednoczone | 1 | 0 | 3 | 0 | 2 | 2 | x | x | x | x  | 8      |
|      | Brazylia          | 0 | 0 | 0 | 1 | 0 | 0 | x | x | x | x  | 1      |

## Mecz 3.
7 lutego 2010; 19:00
| Kraj | Kraj              | 1 | 2 | 3 | 4 | 5 | 6 | 7 | 8 | 9 | 10 | Ogółem |
|      | Stany Zjednoczone | 1 | 2 | 0 | 3 | 0 | 2 | x | x | x | x  | 8      |
|      | Brazylia          | 0 | 0 | 1 | 0 | 1 | 0 | x | x | x | x  | 2      |